# Opatówiec
Opatówiec – wieś w Polsce położona w województwie mazowieckim, w powiecie płockim, w gminie Staroźreby.
| SIMC    | Nazwa     | Rodzaj |
| ------- | --------- | ------ |
| 0576823 | Opatówiec | osada  |

Wieś duchowna Opatowiec położona była w drugiej połowie XVI wieku w powiecie bielskim  województwa płockiego, własność opactwa benedyktynów w Płocku w XVI wieku. W latach 1975–1998 miejscowość administracyjnie należała do województwa płockiego.